# Görlsdorfer Wald
Das Naturschutzgebiet Görlsdorfer Wald liegt auf dem Gebiet der Gemeinde Heideblick und der Stadt Luckau im Landkreis Dahme-Spreewald in Brandenburg.
Das Gebiet mit der Kenn-Nummer 1438 wurde mit Verordnung vom 25. März 2002 unter Naturschutz gestellt. Das rund 195 ha große Naturschutzgebiet erstreckt sich östlich von Beesdau, einem Ortsteil der Gemeinde Heideblick, und südlich von Görlsdorf, einem Ortsteil der Stadt Luckau. Westlich verläuft die Kreisstraße 6129, östlich und südlich erstreckt sich der ca. 600 ha große Schlabendorfer See. Durch das Gebiet hindurch fließt das Görlsdorfer Fließ.